# Copa Mayors
En la actualidad conviven dos torneos de copas de fútbol en Guyana, La Copa Mayors y el torneo Kashif & Shanghai Knockout Tournament, ambas competencias bajo la organización de la Federación de Fútbol de Guyana.

## Copa Mayors
La Copa Mayors disputada desde el año 1998 cuenta con la participación de todos los equipos afiliados de Guyana.
| Temporada | Campeón              | Resultado      | Finalista            |
| --------- | -------------------- | -------------- | -------------------- |
| 1998-99   | Real Victoria Kings  | 2–0            | Thomas United        |
| 1999-00   | Conquerors FC        | 2–1            | Beacon United        |
| 2000-01   | Conquerors FC        | 0-0 (1–0 pen.) | Santos FC Georgetown |
| 2001-02   | Thomas United        | 1–0            | Camptown FC          |
| 2002-03   | Camptown FC          | wo             | Pele FC              |
| 2003-04   | Camptown FC          | 0–0 (4–2 pen.) | Conquerors FC        |
| 2004-05   | Pele FC              | 3–0            | Western Tigers       |
| 2005-06   | Conquerors FC        | 3–2            | Western Tigers       |
| 2006-07   | Pele FC              | 2–1            | Conquerors FC        |
| 2007-08   | Alpha United FC      | 4–3            | Conquerors FC        |
| 2008-09   | Pele FC              | 1–1 (4–2 pen.) | Alpha United FC      |
| 2009-10   | Guyana Defence Force | 0–0 (6–5 pen.) | Santos FC Georgetown |
| 2011      | Camptown FC          | 2–0            | Conquerors FC        |
| 2012      | no disputada         | no disputada   | no disputada         |
| 2013      | Alpha United FC      | 1–0            | Slingerz FC          |

### Títulos por equipo
| Club                              | Campeón | 2° | Años Campeón     |
| --------------------------------- | ------- | -- | ---------------- |
| Conquerors FC (Georgetown)        | 3       | 4  | 2000, 2001, 2006 |
| Camptown FC (Georgetown)          | 3       | 2  | 2003, 2004, 2011 |
| Pele FC (Georgetown)              | 3       | 1  | 2005, 2007, 2009 |
| Alpha United FC (Georgetown)      | 2       | -  | 2008, 2013       |
| Thomas United (Georgetown)        | 1       | 1  | 2002             |
| Guyana Defence Force (Georgetown) | 1       | -  | 2010             |
| Real Victoria Kings (East Coast)  | 1       | -  | 1999             |
| Santos Georgetown                 | -       | 2  | -----            |
| Western Tigers FC (Georgetown)    | -       | 2  | -----            |
| Beacon's FC (Georgetown)          | -       | 1  | -----            |
| Slingerz FC                       | -       | 1  | -----            |

## Kashif & Shanghai Knockout Tournament
El Kashif & Shanghai Knockout Tournament es en la actualidad, el más tradicional e importante torneo de copa en Guyana, existe desde 1990 y se disputa entre los meses de diciembre y enero de cada temporada. A menudo son invitados al torneo equipos de otros países como Trinidad y Tobago, Santa Lucía, Antigua y Barbuda y Surinam.
| Temporada | Campeón             | Resultado      | Finalista            |
| --------- | ------------------- | -------------- | -------------------- |
| 1990-91   | Milerock FC         | 2–1            | Eagles United FC     |
| 1991-92   | Eagles United FC    | n/d            | Milerock FC          |
| 1992-93   | Botofago FC         | compartido     | Central Hikers       |
| 1993-94   | Camptown FC         | 3–2            | Eagles United FC     |
| 1994-95   | Bakewell Topp XX    | 2–1            | Milerock FC          |
| 1995-96   | Beacon United       | n/d            | Thomas United        |
| 1996-97   | Bakewell Topp XX    | 3–0            | Pele FC              |
| 1997-98   | Milerock FC         | 3–1            | Pele FC              |
| 1998-99   | Doc's Khelwalaas    | 2–1            | Real Victoria Kings  |
| 1999-00   | Bakewell Topp XX    | 3–1            | Conquerors FC        |
| 2000-01   | Bakewell Topp XX    | 1–1 (4–2 pen.) | Camptown FC          |
| 2001-02   | Real Victoria Kings | 2–2 (5–4 pen.) | Netrockers FC        |
| 2002-03   | Conquerors FC       | 1–0            | Western Tigers       |
| 2003-04   | Camptown FC         | 1–0            | Bakewell Topp XX     |
| 2004-05   | Conquerors FC       | 4–1            | Dennery              |
| 2005-06   | Bakewell Topp XX    | 1–0            | Alpha United FC      |
| 2006-07   | Joe Public FC       | 1–0            | Bakewell Topp XX     |
| 2007-08   | Alpha United FC     | 1–0            | Bakewell Topp XX     |
| 2008-09   | Pele FC             | 1–0            | Camptown FC          |
| 2009-10   | Western Tigers      | 2–0            | Apha United FC       |
| 2010-11   | Alpha United FC     | 3–2            | Pele FC              |
| 2011-12   | Caledonia AIA       | 2–0            | Pele FC              |
| 2012-13   | Buxton United       | 0–0 (5–4 pen.) | Amelia's Ward United |

### Títulos por club
| Club                         | Campeón | 2° | Años Campeón                 |
| ---------------------------- | ------- | -- | ---------------------------- |
| Bakewell Topp XX             | 5       | 3  | 1995, 1997, 2000, 2001, 2006 |
| Alpha United FC (Georgetown) | 2       | 2  | 2008, 2011                   |
| Camptown FC (Georgetown)     | 2       | 2  | 1994, 2004                   |
| Milerock FC (Linden)         | 2       | 2  | 1991, 1998                   |
| Conquerors FC (Georgetown)   | 2       | 1  | 2003, 2005                   |
| Pele FC (Georgetown)         | 1       | 4  | 2009                         |
| Eagles United FC (Linden)    | 1       | 2  | 1992                         |
| Real Victoria Kings          | 1       | 1  | 2002                         |
| Western Tigers               | 1       | 1  | 2010                         |
| Beacon United                | 1       | -  | 1996                         |
| Botofago FC                  | 1       | -  | 1993                         |
| Central Hikers               | 1       | -  | 1993                         |
| Buxton United                | 1       | -  | 2013                         |
| Caledonia AIA                | 1       | -  | 2012                         |
| Doc's Khelwalaas             | 1       | -  | 1999                         |
| Joe Public FC                | 1       | -  | 2007                         |
| Dennery                      | -       | 1  | -----                        |
| Netrockers FC                | -       | 1  | -----                        |
| Thomas United                | -       | 1  | -----                        |
| Amelia's Ward United         | -       | 1  | -----                        |